# Igor Azcuy González
Igor Azcuy González is een Cubaans diplomaat. Hij is sinds november 2019 ambassadeur in Suriname.

## Biografie
González studeerde aan de Universiteit van Havana. Tussen 2014 en 2018 was hij eerste secretaris op de ambassade in Uruguay.
Vervolgens werd hij benoemd tot ambassadeur in Suriname. Hij bood zijn geloofsbrieven op 20 november 2019 aan aan president Desi Bouterse. Hiermee volgde hij Manuel Rubido Díaz op die tot oktober in Suriname had gediend.